# آخوندقشلاق
آخوند قشلاق یکی از روستاهای استان آذربایجان شرقی است که در دهستان بناجوی غربی بخش مرکزی شهرستان بناب و در فاصله ۲ کیلومتری از شهر بناب واقع شده‌ است و زبان مردم آن ترکی آذربایجانی است.این روستا 6000 نفر جمعیت دارد.

## موقعیت جغرافیایی
روستای آخوند قشلاق در جنوب شرقی دریاچه ارومیه و در قسمت غرب شهرستان بناب و در جنوب عجب شیر قرار دارد. این روستا در ۳۷ درجه و ۲۱ دقیقه عرض شمالی و ۴۶ درجه و ۳ دقیقه طول شرقی واقع شده است.
ارتفاع این روستا از سطح دریا حدود ۱۳۰۰ متر می باشد.
این روستا بزرگترین روستای شهرستان بناب از حیث وسعت و دومیّن روستای پرجمعیت شهرستان می باشد.

## زمین شناسی
اطراف روستای آخوند قشلاق از توده سنگهای بلورین و دگرگونی گرانیت و دیوریت تشکیل یافته و خط گسلی در این منطقه مشاهده نمی شود.
در این روستا کوهی وجود ندارد.این روستا در منطقه جلگه ای و آبرفتی قرار گرفته است.

## آب و هوا
آب و هوای این روستا معتدل است و تابستان گرم و خشک و زمستان معتدلی دارد.
غیر از بادهای عمده ای که منشا سیلیکونی دارد. روستای آخوند قشلاق به علت توپوگرافی خاص خود تحت تاثیر اختلاف فشار های محلی قرار می گیرد. اهالی روستا جهت وزش و تاثیر باد های روستا را به خوبی می دانند و برای هر کدام نام علّی داده اند؛۱_آق یل(باد سفید) ۲_ مِه یلی(باد مه)
بارندگی: به طور کلی ریزش برف در این روستا از اوایل دی ماه شروع می شود و تا اواسط اسفند ماه ادامه می یابد اما بارندگی بیشتر بصورت باران است که بیشتر در پاییز و بهار می بارد. بارانهای بهاری که در اصطلاح محلی به باران نیسان مشهور است از اواخر فروردین ماه شروع می شود که برای کشاورزی و زراعت از نظر مردم روستا مواهب الهی است.
رودها : تنها رودخانه اصلی این روستا رودخانه قوبی نامیده می شود که فصلی است.آب رودخانه قوبی از اواخر پاییز به جریان می افتد و تا اواخر بهار ادامه دارد.گفتنی است که این رودخانه انشعابی از رودخانه صوفی چایی است. البته رودخانه فصلی مهرآباد (نهر مهرآباد) که هم مسیر راه اصلی روستاست و بخش بزرگی از اراضی آخوندقشلاق و بناب را آبیاری میکند از دیگر نهرها می باشد . رودخانه فصلی دیگری که در ضلع شمال غربی اراضی روستا جاری است رودخانه شووه می باشد.

## پوشش گیاهی
مراتع آخوند قشلاق در شمال و غرب روستا واقع شده اند و بیش از ۱۳۷ هکتار را می پوشاند. شوره زار بودن مناطق غربی و شمالی روستا موجب گردیده است که مراتع آن بیشتر برای چرای دام ها مناسب باشد . بر اساس شاهدات عینی و اظهارات اهالی روستا در زمین های شوره زار و نمکی درختچه هایی به نام 《 یورقون 》 رشد می کنند که در قدیم مانع فرسایش خاک و تولید ریزگرد می شدند.

## پیدایش روستا
روستای آخوند قشلاق توسط یک ارباب روحانی به نام ملا آخوند قاضی ( سیف العلما) در دوران قاجاریه بنا گردیده است.علت پیدایش آن منبع آب فراوان و زمین های حاصلخیز برای کشاورزی و آب و هوای مناسب خصوصا در زمستان برای پرورش دام می باشد و از این رو نام آن را قشلاق آخوند (آخوند قیشلاقی) گذاشتند.
رودخانه های صوفی چای و جوان چای آبرفت ها را در طی زمان طولانی به همراه خود حمل کرده و زمینهای پست اطراف دریاچه ارومیه را پر کرده و جلگه مستعد کشت و زرع را که مقرّ روستای آخوند قشلاق است به وجود آورده است.

## بافت جمعیت
هسته اولیه روستا را محله مقدم که مسجد جامع در آن قرار دارد تشکیل می دهد و در طرفین هسته اولیه محله بالکانلو و زیناللو احداث شده است که از محلات قدیمی روستا به شمار می آیند و با صلح و صفا و صمیمیت کنار هم زندگی می کنند. 
البته در سال های اخیر خانوارهایی از عجب شیر و میاندوآب هم به روستا مهاجرت کرده اند.

## شغل
شغل اصلی مردم روستای آخوند قشلاق کشاورزی و دامپروری بوده و امروزه بخشی از جوانان هم به شغل رانندگی ، خدماتی و اداری روی آورده اند.

## محصولات
محصول اصلی کشاورزی این روستا پیاز می باشد.

## رویدادهای مهم
- برگزاری جشنواره فرهنگی ورزشی بزرگداشت مرحوم بهروز خادمی
- مسابقات فوتسال جام وحدت و همدلی
- برگزاری باشکوه دسته جات حسینی